# Тадохэхэсан
Тадохэхэсан (кор. 다도해해상국립공원?, 多島海海上國立公園?, буквально — «Морской Архипелаг») — национальный парк в Южной Корее. Административно относится к провинции Чолла-Намдо.
Парк был образован 23 декабря 1981 года, это 14-й по счёту национальный парк страны, но по площади (2321,2 км²) это крупнейший парк Республики Корея. Лишь 334,8 км² территории Тадохэхэсан — суша.
Острова парка покрыты вечнозелёными лесами. На территории Тадохэхэсана насчитывается 1541 вид растений, 11 — млекопитающих, 147 — птиц, 885 — насекомых, 13 — амфибий, 154 — морских рыб и 11 — пресноводных рыб.
За год в Тадохэхэсане насчитывается более полумиллиона туристов.